# Dovjansk
Dovjansk (în ucraineană Довжанськ; până în 2016, Sverdlovsk, în ucraineană Свердловськ) este oraș regional în regiunea Luhansk, Ucraina. Deși subordonat direct regiunii, orașul este și reședința raionului Dovjansk, Luhansk.

## Demografie
Componența lingvistică a orașului Sverdlovsk
     Rusă (85,28%)
     Ucraineană (11,64%)
     Alte limbi (0,4%)
Conform recensământului din 2001, majoritatea populației orașului Sverdlovsk era vorbitoare de rusă (85,28%), existând în minoritate și vorbitori de ucraineană (11,64%).